# 蕭塔剌葛
蕭塔剌葛（しょう とうらかつ、? - 951年）は、遼（契丹）の外戚。字は陶哂。契丹六院部の出身。

## 経歴
剛直な性格で知られた。耶律阿保機のとき、大叔父の蕭台哂が于越耶律釈魯を殺そうと計画した罪に連座して、奴隷に落とされて弘義宮で下働きをした。世宗が即位すると、外戚として取り立てられ、国舅別部敞史に補任された。
ある人が泰寧王耶律察割は世宗を害する意志を持っていると塔剌葛に告げた。塔剌葛は「かれがたとえ不義をおこなったとして、誰がついてこようか」と言った。別の日に宴席に侍り、耶律察割をつかまえてしたたかに酒を飲むと、「皇帝はおまえの傲慢をもとより承知だが、皇族でもあり、曲げてあわれみを加えなさって、おまえを側近に登用なさっている。もし増長悪を改めなければ、自ら族滅の禍をえらぶことになるぞ」と言った。耶律察割は答えることができず、「どうしてお戯れに虐めなさるのか」と笑った。
天禄末年、塔剌葛は北府宰相となった。耶律察割が乱を起こすと、塔剌葛は酔って「この逆賊を殺さなかったことを後悔している」と罵り、まもなく耶律察割に殺害された。

## 伝記資料
- 『遼史』巻90 列伝第20